# Борики (Болгария)
Борики (болг. Борики) — село в Болгарии. Находится в Габровской области, входит в общину Габрово. Население составляет 159 человек (на 15 декабря 2010 года). До 1951 года село называлось Калпазаните.
В селе есть православный храм Св. Николая Чудотворца, 1910 года.

## Политическая ситуация
Борики подчиняются непосредственно общине и не имеет своего кмета, кметский наместник в селе — Николай Михайлов Михов.
Кмет (мэр) общины Габрово — Томислав Пейков Дончев (Граждане за европейское развитие Болгарии (ГЕРБ)) по результатам выборов.